# Tišice
Tišice är en ort i Tjeckien.   Den ligger i regionen Mellersta Böhmen, i den centrala delen av landet, 22 km norr om huvudstaden Prag. Tišice ligger 165 meter över havet och antalet invånare är 1 460.
Terrängen runt Tišice är platt. Runt Tišice är det ganska tätbefolkat, med 62 invånare per kvadratkilometer. Närmaste större samhälle är Neratovice, 2,8 km väster om Tišice. Trakten runt Tišice består till största delen av jordbruksmark.